# Pachygaster nigripes
Pachygaster nigripes är en tvåvingeart som beskrevs av Lindner 1938. Pachygaster nigripes ingår i släktet Pachygaster och familjen vapenflugor. Inga underarter finns listade i Catalogue of Life.